# Henrik Larsson (atleta)
Henrik Roger Larsson (Karlstad, 30 de septiembre de 1999) es un deportista sueco que compite en atletismo, especialista en las carreras de velocidad. Ganó dos medallas en el Campeonato Europeo de Atletismo en Pista Cubierta, en  los años 2023 y 2025, ambas en la prueba de 60 m.

## Palmarés internacional
| Campeonato Europeo en Pista Cubierta | Campeonato Europeo en Pista Cubierta | Campeonato Europeo en Pista Cubierta | Campeonato Europeo en Pista Cubierta |
| Año                                  | Lugar                                | Medalla                              | Prueba                               |
| ------------------------------------ | ------------------------------------ | ------------------------------------ | ------------------------------------ |
| 2023                                 | Estambul (Turquía)                   | Medalla de bronce                    | 60 m                                 |
| 2025                                 | Apeldoorn (Países Bajos)             | Medalla de plata                     | 60 m                                 |